# Amphelictus gilloglyi
Amphelictus gilloglyi là một loài bọ cánh cứng trong họ Cerambycidae.